# 尼古拉·巴伊巴科夫
尼古拉·康斯坦丁诺维奇·巴伊巴科夫（俄語：Никола́й Константи́нович Байбако́в，羅馬化：Nikolai Konstantinovich Baibakov，1911年2月22日（3月7日）—2008年3月31日）是苏联国家计划委员会主席，苏联石油工业部部长，苏联部长会议第一副主席。